# Andris Herrera
Andris Jesús Herrera Salgado (Caracas, 20 ottobre 1996) è un calciatore venezuelano, attaccante dell'Al-Najma.

## Carriera

### Club
Dopo aver giocato per sei anni di fila nella massima serie venezuelana (per un totale di 137 presenze e 13 reti in questa categoria, oltre a 4 presenze ed una rete in Coppa Sudamericana), il 2 febbraio 2021 viene acquistato a titolo definitivo dalla società croata del Varaždin.

### Nazionale
Nel 2013 ha giocato 3 partite con la nazionale Under-17.

## Palmarès

### Club

#### Competizioni nazionali
- Druga hrvatska nogometna liga: 1

Varaždin: 2021-2022